# Art-lodge
Das Kunsthaus art-lodge in Treffen am Ossiacher See in Kärnten ist ein Ausstellungs- und Veranstaltungshaus in einem 300-jährigen Berghof. Es beherbergt die Kunstsammlung von Katrin Liesenfeld-Jordan und Dirk Liesenfeld, sowie einen Skulpturenpark Skulpturen-Alm. Sie sind öffentlich zugänglich und werden mit wechselnden Ausstellungen und einem Artist in Residence Programm ergänzt.

## Sammlung
Die Sammlung Liesenfeld/Jordan umfasst zeitgenössische Arbeiten mit dem Schwerpunkt auf Künstler aus Deutschland und Österreich. Sie beinhaltet sowohl Malerei, als auch Fotografie, Skulpturen und Video.
Die Sammlung umfasst Arbeiten und Werkreihen von folgenden Künstlerinnen und Künstlern: Giulia Bowinkel, Julia Bugram, Franz Burkhardt, Ralf Edelmann, Theresa Eipeldauer, Andrea Faciu, Vincent Faciu, Wolfgang Flad, Aurelia Gratzer, Stephanie Guse, Ruth Habermehl, Julia Haugeneder, Sibylle von Halem, Amina Handke, Stephan Kaluza, Terese Kasalicky, Birgit Knoechl, Katharina Mayer, Farshido Larimian, Markus Lüpertz, Liav Mizrahi, Johannes Niesel-Reghenzani, Carolin Cosima Oel, David Ostrowski, Philip Patkowitsch, Michail Pirgelis, Mathias Pöschl, Julya Rabinowich, Claudia Rogge, Thomas Ruff, Christoph Schirmer, Stefan Sehler, Katharina Sieverding, Klaus Sievers, Nina Slejko Blom, Beat Streuli, Thomas Struth, Rosemarie Trockel, Martina Tscherni, Salvatore Viviano, Robert Voith, Andreas Werner, Clemens Wolf, Vittorio Zambardi.

## Skulpturen-Alm
Von den ca. 75.000 m³ Almwiesen der art-lodge werden ca. 15.000 m³ für Skulpturen und Installationen junger Künstler genutzt. Durch das Gelände der Kunstalm führt ein Wanderweg. Seit der Umwidmung der Almflächen zum Skulpturenpark (2010 und 2017) wird in der Regel jedes Jahr ein oder mehrere Kunstschaffende eingeladen, um eine Installation zu realisieren. Die Arbeiten im Außenbereich sollen durch die Verwendung vorhandener, ortsspezifisch verfügbarer Materialien oder die Einbeziehung der Landschaft in einem künstlerischen Kontext intervenieren. Das Projekt wurde im Rahmen der Innovationsmillion 2017 von der EU und dem Bundesministerium für Wissenschaft, Forschung und Wirtschaft unterstützt.

## Kunsthaus
Die art-lodge wurde 2008 als Kunsthotel von den ehemaligen Werbern Katrin Liesenfeld-Jordan und Dirk Liesenfeld aus Düsseldorf/Deutschland gegründet, die die Hotelzimmer und Allgemeinflächen als Ausstellungsfläche für ihre Sammlung zeitgenössischer Kunst nutzten. Neben der Sammlung wurden regelmäßig Ausstellungen zeitgenössischer Kunst gezeigt. 2023/2024 wurde das Haupthaus mit ca. 750 m² zum Ausstellungsbereich umgebaut.

## Artist in Residence Programm
Teilnehmer seit 2009: Rimma Arslanov, Christian Bazant-Hegemark, Julia Bugram, Franz Burkhardt, Ralf Edelmann, Theresa Eipeldauer, Andrea Faciu, Vincent Faciu, Wolfgang Flad, Aurelia Gratzer, Stephanie Guse, Ruth Habermehl, Amina Handke, Julia Haugeneder, Stephan Kaluza, Terese Kasalicky, Birgit Knoechl, Tanja Kumpermond, Liav Mizrahi, Roy Mordechay, Christian Murzek, Johannes Niesel-Reghenzani, Carolin Cosima Oel, David Ostrowski, Philip Patkowitsch, Michail Pirgelis, Mathias Pöschl, Ondrej Svadlena, Tina Ribarits, Julya Rabinowich, Nicola Reichert, Claudia Rogge, Barbis Ruder, Christoph Schirmer, Martina Tscherni, Olaf Unverzart, Sibylle von Halem, Andreas Werner, Reiner Witzel, Clemens Wolf